# スローフード

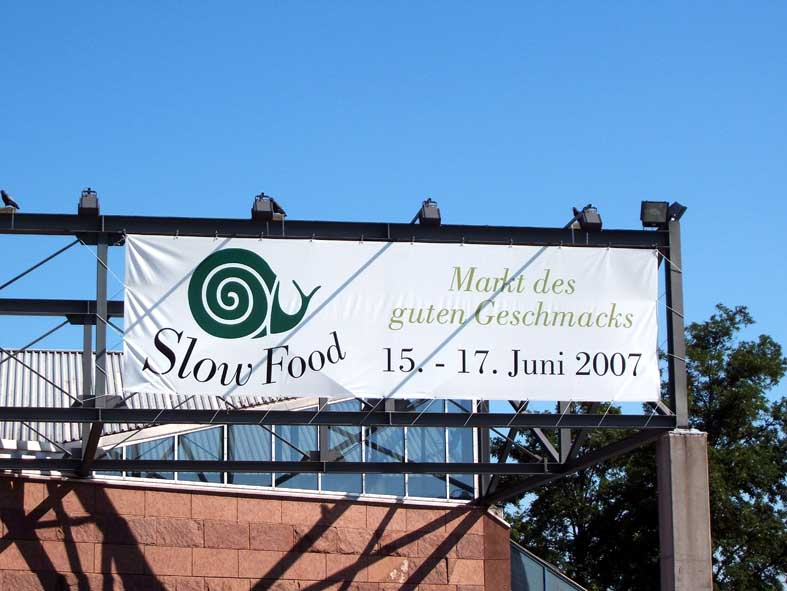
スローフードのロゴマーク

スローフード（英: slow food）は、1986年にイタリアのカルロ・ペトリーニによって提唱された国際的な社会運動。ファストフードに対して唱えられた考え方で、その土地の伝統的な食文化や食材を見直す運動、または、その食品自体を指す。
より広い概念の「スローライフ運動（英語ではSlow movement）」の一部として提唱された。この活動は現在150カ国以上10万人以上の会員を持つまでに広がっている。持続可能な食文化を見直し、地元の小規模事業を支える等のその目的は、農産物のグローバリズムに反対する政治的な位置づけでとらえられることもあり、さらにスローシティ運動へと発展した。

## 理念
スローフードの理念はジャン・アンテルム・ブリア＝サヴァランの著書『美味礼讃』が大きく影響した。1989年のマニフェストに「人は喜ぶことには権利を持っている」というコンセプトを発表し、また、同年パリで開かれた国際スローフード協会設立大会でのスローフード宣言を経て、国際運動となった。

その後、美食とは何かという問いかけから、伝統の食事、素朴でしっかりとした食材、有機農業、健康によいものに関心が向かうようになり、一挙に人の注目を惹くようになってきた。その後、世界各地に支部を設立し、共鳴者を集めている。
シンボルマークは、カタツムリである。思慮深い、ゆっくりの意。

## 歴史
初期のスローフード運動は主にヨーロッパやアメリカの美食家たちがコミュニティにおいて食の保護活動を行うにあたって、イベントや出版物を通してそれらの活動に参加する手段を提供するためのネットワーク化の運動であった。その後、スローフード運動は食文化に環境や社会的公正の要素を含めた実践的なものとなり、関連するNGOを取り込みながらネットワークは拡大した。
1996年には、世界各地方で伝統的に栽培され、食されてきた固有の品種や加工食品のうち、希少で消滅しようとしている「食」を守ろうとする運動として、「味の箱船」プロジェクトがスタートした。2021年12月時点では、世界中から5500食材以上が登録されており、日本からは74食材が登録されている。

### 欧米
1980年代半ば、ローマの名所の1つであるスペイン広場にマクドナルドが開店した。このことが、ファストフードにイタリアの食文化が食いつぶされる、という危機感を生み、「スローフード」運動に繋がったという。
1986年、イタリア北部ピエモンテ州のブラ（Bra）の町で「スローフード」運動が始まった。当時「ゴーラ」という食文化雑誌の編集者だったカルロ・ペトリーニが、イタリア余暇・文化協会（ARCI、アルチ）という団体の一部門として、「アルチ・ゴーラ」という美食の会を作ったのがはじまりである。アルチ自体は、120万人以上の会員を擁する、草の根的なイタリアの文化復興運動組織である。土着の文化、つながりをベースにしており、スローフードの理念と密接なかかわりをもつ。

### 日本
島村菜津の著書『スローフードな人生』の出版後に日本でも一般に知られるようになった。2000年頃から浸透しはじめ、2004年10月には正式にスローフードジャパンが設立された。
2002年、循環型農法による古代米生産を行う武富勝彦がスローフード大賞を受賞した。アジアでの受賞者は初めて。

## 関連書籍
- 『雑穀を旅する-スローフードの原点』歴史文化ライブラリー　増田昭子、吉川弘文館　2007年　オンデマンド版　2022年　ISBN　9784642756334